# Sindicatul național al crimei
Sindicatul național al crimei a fost denumirea dată de către presă unei asociații americane multietnice de grupuri implicate în crima organizată. Aceasta era condusă de membri ai mafiei americane și ai celei evreiești; într-o mică măsură fiind implicate în activitățile organizației atât mafia irlandeză⁠(d), cât și grupurile criminale afro-americane⁠(d). Sute de crime au fost comise de Murder, Inc. - grupul care executa deciziile sindicatului - între anii 1930 și 1940.

## Istorie
Potrivit autorilor care cercetează crima organizată, ideea unui sindicat a fost propusă de Johnny Torrio și a fost fondat în cadrul unei conferințe din mai 1929 în Atlantic City⁠(d). La conferință au fost prezente personalități din lumea interlopă din Statele Unite precum Lucky Luciano, Al Capone, Benjamin "Bugsy" Siegel, Frank Costello, Joe Adonis, Dutch Schultz, Abner "Longie" Zwillman⁠(d), Louis "Lepke" Buchalter, donul familiei Gambino Vincent Mangano,  Nucky Johnson, cartoforul Frank Erickson⁠(d), Frank Scalice și Albert „Pălărierul Nebun” Anastasia. Unii au descris întâlnirea din Atlantic City drept o conferință unde s-a stabilit modul de coordonare a rețelelor de distribuiție ilegală a băuturilor alcoolice⁠(d). Conform informațiilor publicate de Comitetul Special⁠(d) prezidat de Estes Kefauver⁠(d) în Senatul Statelor Unite, Sindicatul național al crimei a fost o confederație formată din grupuri de italieni și evrei implicate în crima organizată.
Mass-media a descris grupul de gangsteri din Brooklyn care executa ordinele Sindicatului drept Murder, Inc.. Aceștia au comis numeroase crime în anii 1930 și 1940 pentru diferite familii. Murder, Inc. era condus de Buchalter și Anastasia.
Grupul era format din două facțiuni. Una era compusă din evreii din Brownsville⁠(d) conduși de Abe "Kid Twist" Reles și era controlată de Lepke Buchalter și lui Jacob "Gurrah" Shapiro. Cealaltă era alcătuită din  huliganii italieni din Ocean Hill⁠(d) conduși de Harry „Happy” Maione și era controlată de Albert Anastasia. Bugsy Siegel a fost implicat în numeroase crime comise de Murder, Inc.
În biografia sa despre Meyer Lansky, Little Man (1991), jurnalistul Robert Lacey⁠(d) susține că nu a existat niciun Sindicat național al crimei:  „Ideea unui Sindicat național al crimei este adesea confundată cu mafia. Cu toate acestea, nu sunt unul și același lucru", referindu-se probabil la mafia americană.
Deși mulți dintre membrii săi au fost încarcerați, și în unele cazuri chiar executați, decăderea organizației este la fel de incertă ca originile sale. Până la sfârșitul anilor 1940, Murder Inc. și majoritatea grupurilor sale nonitaliene erau defuncte. Unii indivizi, precum Lansky, au continuat să opereze ca asociați ai grupurilor italiene.